# Shamsher Singh
Shamsher Singh, född den 29 juli 1997, är en indisk landhockeyspelare.

## Karriär
Shamsher Singh ingick i det indiska landhockeylag som tog brons vid OS 2020 och vid OS 2024.